# Arbre dels fal·lus
L'arbre dels fal·lus va ser un motiu artístic comú a l'Europa occidental durant la Baixa edat mitjana i el començament del Renaixement.

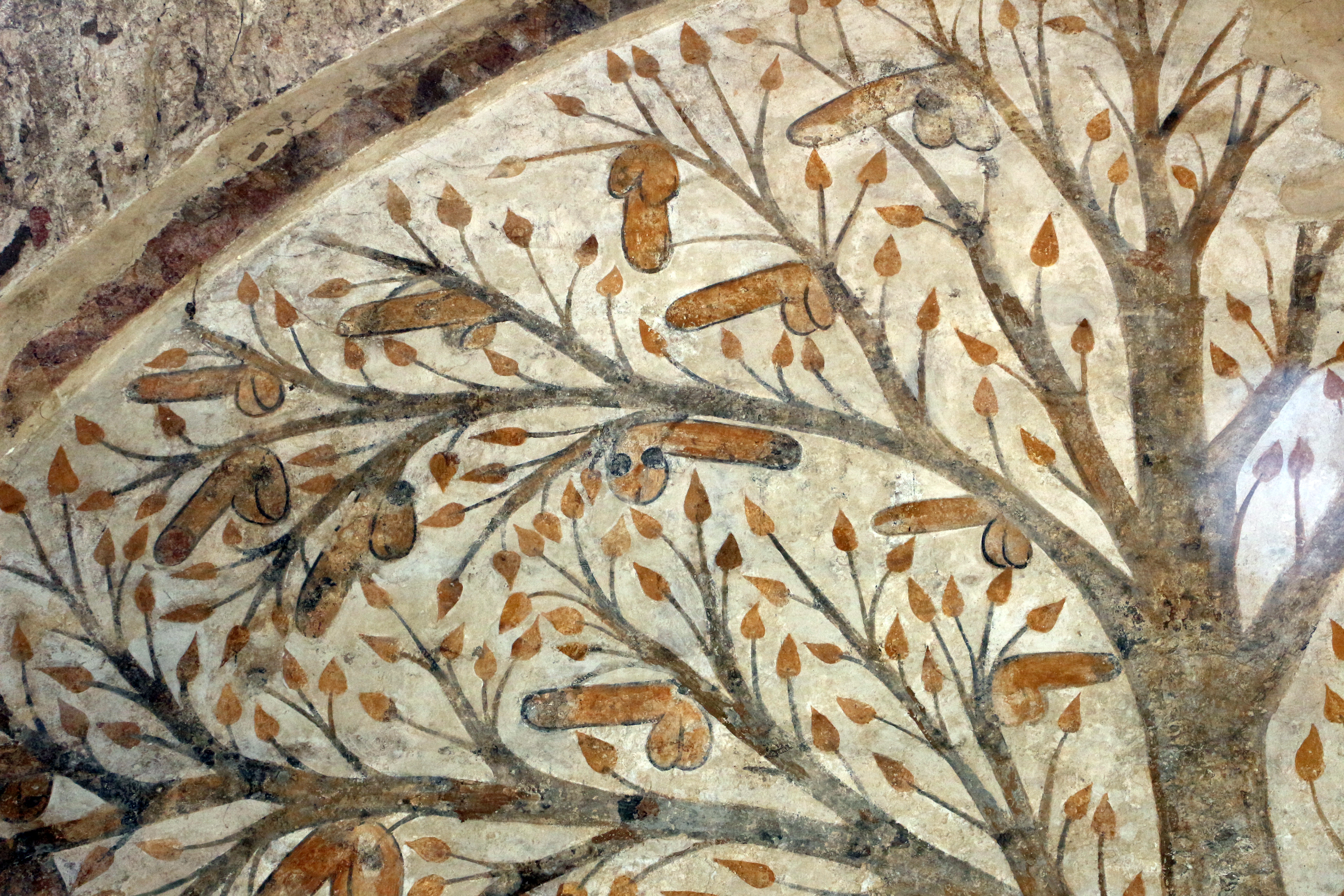
Detall del Fresc de la Fertilitat
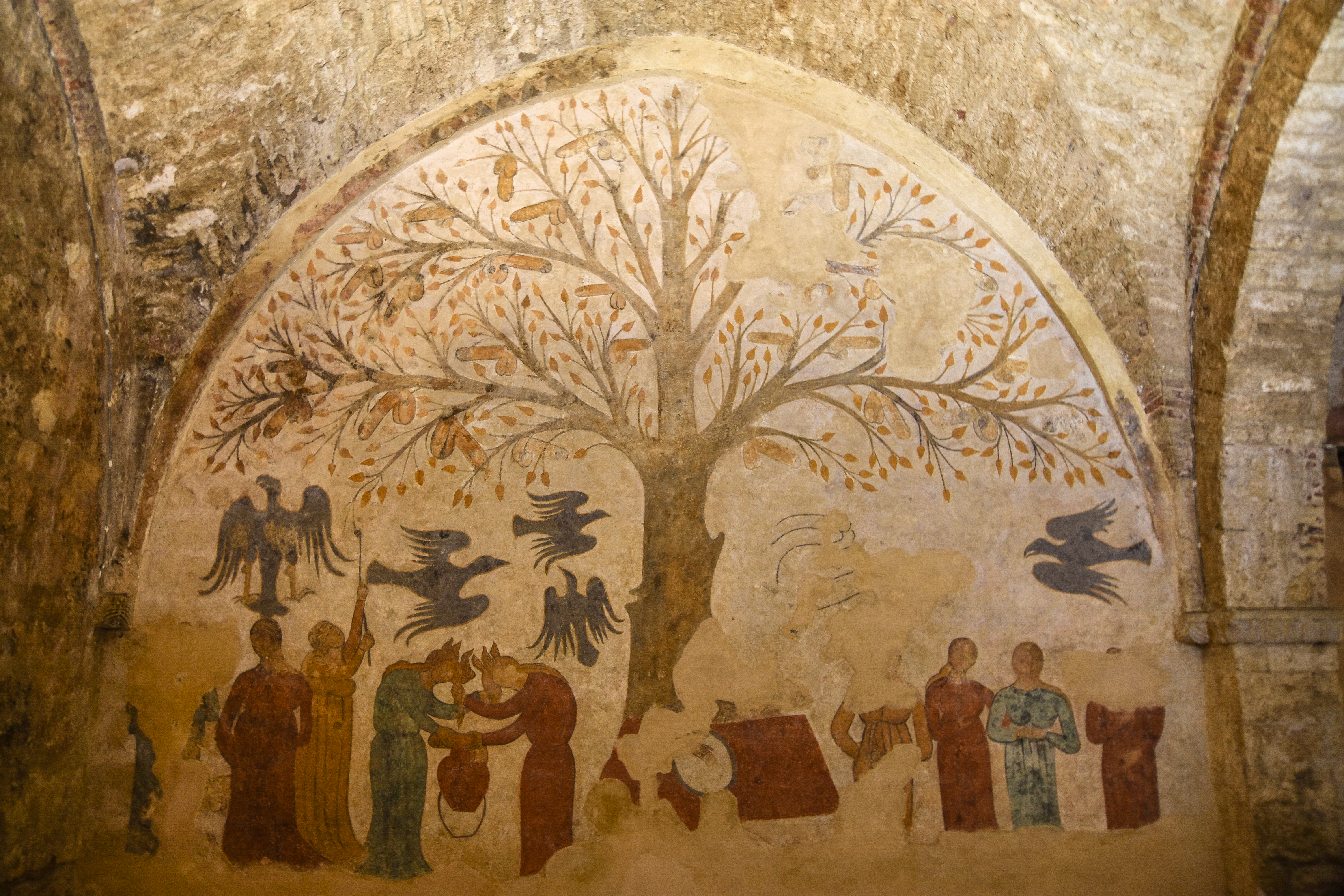
Arbre dels fal·lus al Fresc de la Fertilitat en Massa Marittima (c. 1265)

El seu significat concret no és clar, però va aparèixer en bronze, manuscrits il·lustrats i pintura; es va manifestar com a humor descarat, paròdia religiosa, crítica política. El fresc toscà de Massa Marittima, amb un arbre dels fal·lus de grans dimensions, alguns erects, amb testicles, era una propaganda dels güelfs que advertia que si es permitia que els gibel·lins tinguessin el control, portarien amb ells la perversió sexual i la bruixeria.

## Formes anteriors
A més de la sorprenent imatgeria de l'arbre fàl·lic en l'art medieval tardà i renaixentista, els símbols tenen arrels que es poden rastrejar fins a l'època romana, especialment a través de la figura de Príap. Moser assenyala: «el fal·lus en si mateix era màgic, capaç d'existir al centre de l'àrea obscena sense taques de reputació ni ofenses». Aquesta idea emfatitzava que el fal·lus no només era un símbol de fertilitat, sinó també un talismà contra el mal. Aquesta barreja de fertilitat i protecció s'entrellaça a través de diferents cultures i èpoques, millorant la nostra comprensió de l'arbre del fal·lus i el seu significat.